# Araneus emmae
Araneus emmae là một loài nhện trong họ Araneidae.
Loài này thuộc chi Araneus. Araneus emmae được Eugène Simon miêu tả năm 1900.